# Spanwijdte (management)
De spanwijdte (Engels: span of control) is een management-begrip dat aangeeft aan hoeveel ondergeschikten een manager moet leidinggeven. Een marketingmanager kan bijvoorbeeld leiding geven aan 2 productmanagers, een marktonderzoeker en een reclamemanager. Zijn spanwijdte is dan 4. De reclamemanager geeft op zijn beurt leiding aan een afdeling met 5 medewerkers. Zijn spanwijdte is dan dus 5.
Hoe groter de spanwijdte, hoe platter de organisatie. Dit valt af te leiden uit het organigram of een andere structuurvoorstelling van de onderneming. Bij een grote spanwijdte kan men spreken over een platte organisatiestructuur, bij een kleine spanwijdte van een piramidale organisatiestructuur. Een platte organisatie heeft bepaalde voordelen (directe lijnen; snel en flexibel), maar brengt het gevaar met zich mee dat de manager een te grote spanwijdte heeft en de zaak niet meer onder controle weet te houden.
Het begrip wordt ook veel gebruikt om de grootte van een domein aan te geven dat een persoon kan controleren of beheren. Voorbeelden:
- Het aantal computerservers dat een ICT-beheerder kan controleren, zonder dat er risico's ontstaan.
- Het aantal leerlingen in een groep dat pedagogisch verantwoord door één leraar kan worden geregeld.